# Ribnica, Pivka
Ribnica este o localitate din comuna Pivka, Slovenia, cu o populație de 14 locuitori.